# Nettuno Baseball Club 1945
L'A.S.D. Nettuno B.C. 1945 è una società italiana di baseball con sede a Nettuno.
La società rappresenta la continuazione storica – riconosciuta dalla FIBS – del Nuova B.C. Città di Nettuno, prosecuzione del glorioso Nettuno Baseball Club, vincitore di 17 scudetti e 7 Coppe dei Campioni, da non confondersi con altre società del territorio come il Nettuno Baseball City o il Nettuno 2.
Lo stadio in cui pratica gli incontri casalinghi è lo stadio di baseball Steno Borghese, inaugurato nel 1991.

## Storia
La diffusione del baseball a Nettuno è da attribuire alle basi militari presenti nei territori a partire dalla fine della seconda guerra mondiale. I numerosi soldati statunitensi, infatti, giocavano spesso a baseball ed a softball arrivando anche a coinvolgere molti italiani incuriositi e attirati dallo sport. Uno dei pionieri nettunesi fu Alberto Fasano, il quale si appassionò a tal punto dei due sport che frequentò insieme ad un suo amico, Giulio Zerella, un corso per arbitri di softball.
Nonostante la fondazione da parte di Alberto Fasano del Nettuno Baseball risalga al 1945, il primo campionato di baseball ufficiale disputato fu quello del 1950. I primi campionati giocati furono di softball e la prima squadra era chiamata Nettuno P.S.. I primissimi giocatori furono: Gianni Petrelli, Luciano Serpe, Luciano Verlezza, Manrico David, Fulvio Verlezza, Tonino Marcucci, Sergio Serpe.
Il primo incontro ufficiale fu nel campionato di Prima Divisione di softball maschile nel 1946: giocato contro Milano, fu vinto dai nettunesi 32 a 7. Il primo titolo nettunese arrivò nel 1949 nel softball.
Quando si passò al baseball nel 1950, il nome della società divenne Nettuno U.S.M.C.. Al primo campionato il Nettuno si classificò secondo con 12 vittorie su 14. Nei successivi quattro anni (1951, 1952, 1953, 1954), il palmarès si ampliò a 4 scudetti. Da allora la società laziale divenne la più titolata del campionato italiano, fino a contare ben 17 scudetti.
In ambito europeo la prima Coppa dei Campioni venne vinta nel 1965, e da allora i titoli sono diventati 6. Il torneo organizzato dalla Federazione Europea di Baseball, la Coppa CEB, venne vinto per tre volte, nel 1993, 1995 e 2000. La Coppa Italia invece, dopo la prima vittoria nel 1970, fu vinta ancora nel 1995 e nel 1998. Nella stagione 2008 la società laziale è arrivata fino a gara sette delle Italian Baseball Series, perdendo però il titolo contro il San Marino Baseball Club al suo primo scudetto. La stessa situazione avvenne l'anno precedente, nelle IBS 2007, in cui si dovette scontrare, perdendo, contro il Bbc Grosseto.
Pur non vincendo uno scudetto dal 2001, nonostante i frequenti raggiungimenti dei play-off e molto spesso delle IBS, Nettuno ha vinto due European Cup tra il 2008 e il 2009. Il titolo europeo 2008 è stato vinto al termine delle final four di Barcellona contro San Marino. La coppa dell'anno seguente invece, disputata sempre a Barcellona con la formula delle final four, ha visto i nettunesi trionfare per 1-0 sulla Fortitudo Bologna.
Nel 2011 il Nettuno Baseball Club viene messo in liquidazione, nel frattempo in IBL subentra la nuova società chiamata Città di Nettuno B.C. che ha rilevato a livello federale i diritti del Nettuno BC.
Alla vigilia della stagione 2013 viene sancita la rottura tra il club (che rischiava di non iscriversi a causa di una grave crisi economica) e lo storico sponsor Caffè Danesi, presente sulle maglie dei laziali dal 1995. A seguito di quest'interruzione, la squadra è tornata ad adottare i colori blu e verde.
Nel 2014 e nel 2015 il Città di Nettuno ha affrontato in campionato il Nettuno 2: non si trattava di una squadra satellite, al contrario tra le due dirigenze ci sono stati talvolta dei contrasti. Durante la stagione 2015 il Città di Nettuno ha dovuto giocare i propri incontri casalinghi a Roma a causa dell'inagibilità dello stadio Steno Borghese.
Prima dell'inizio della stagione 2016 c'è stato un tentativo di fusione (non andato a buon fine) con il Nettuno Baseball City. Quell'anno il club non ha partecipato ufficialmente ad alcun campionato. Nel 2017 invece ha preso parte alla Serie A Federale, il massimo livello dilettantistico sotto la IBL. In occasione della Serie A1 2018, la squadra è tornata ad iscriversi alla massima serie dove già stava militando da un paio d'anni il Nettuno Baseball City.
Il 17 ottobre 2018, il tribunale di Velletri ha decretato il fallimento della società S.s.d. Nuova Baseball Club Città Di Nettuno Srl, la quale era nata nel 2011. Nel frattempo, già dal novembre 2017 si era affiliata alla FIBS una nuova società nata dal progetto Nettuno Baseball Club 1945, anch'essa facente capo al patron Piero Fortini come quella precedente. La nuova denominazione Nettuno BC 1945 era già stata utilizzata sui social network nel corso dell'anno 2018 quando ancora il club era ufficialmente Città di Nettuno.
In data 22 dicembre 2018, il Consiglio Federale FIBS riconosce con delibera l'ASD Nettuno BC 1945 come società riconducibile alla proprietà della S.S.D. Nuova B.C. Città di Nettuno S.r.l. in fase di liquidazione. Dopo numerose vicissitudini, il Consiglio Federale FIBS, con delibera n. 275/2019, assegna il Titolo sportivo del Nuova B.C. Città di Nettuno all'ASD Nettuno BC 1945, subordinando tale assegnazione al versamento alla FIBS dei debiti pregressi della società. In data 29 aprile 2020, con delibera del Consiglio Federale FIBS, viene ratificata l'assegnazione ufficiale del Titolo, compresi tutti i trofei e l'ambita stella. La squadra è iscritta, per la stagione 2020, al campionato di Serie A2. Con la vittoria nella serie finale contro il Modena B.C. dopo aver vinto sul campo 17 partite su 17, il Nettuno Baseball Club 1945 conquista l'accesso alla Serie A edizione 2021.
 
In attesa dell'inizio del campionato previsto per il 22/23 maggio, il roster per la prossima stagione è stato integrato per disputare un campionato di alto livello e riportare il nome del NettunoBaseball nelle posizioni di vertice. Al roster già competitivo con i migliori giocatori della scuola nettunese, sono stati aggiunti giocatori di assicuro valore internazionale dall'esterno Quincy Latimore
al catcher venezuelano Gabriel Lino, 
il lanciatore della nazionale USA al World Baseball Classic Kurt Hayer. 
Inoltre sono stati ingaggiati il Lars Liguori,
il terza base Peter Bocchino,
l'utility Freddy Noguera già nel giro della nazionale italiana come il closer Carlos Teran

## Palmarès

### Trofei nazionali
21 trofei
- Campionati italiani: 17 (record italiano)

1951, 1952, 1953, 1954, 1956, 1957, 1958, 1963, 1964, 1965, 1971, 1973, 1990, 1993, 1996, 1998, 2001
- Coppa Italia: 4

1970, 1995, 1998, 2011

### Trofei internazionali
12 trofei
- Coppa dei Campioni: 7

1965, 1972, 1974, 1991, 1997, 2008, 2009
- Coppa CEB: 3

1993, 1995, 2000
- Supercoppe CEB: 2

1996, 1998

## Stadio

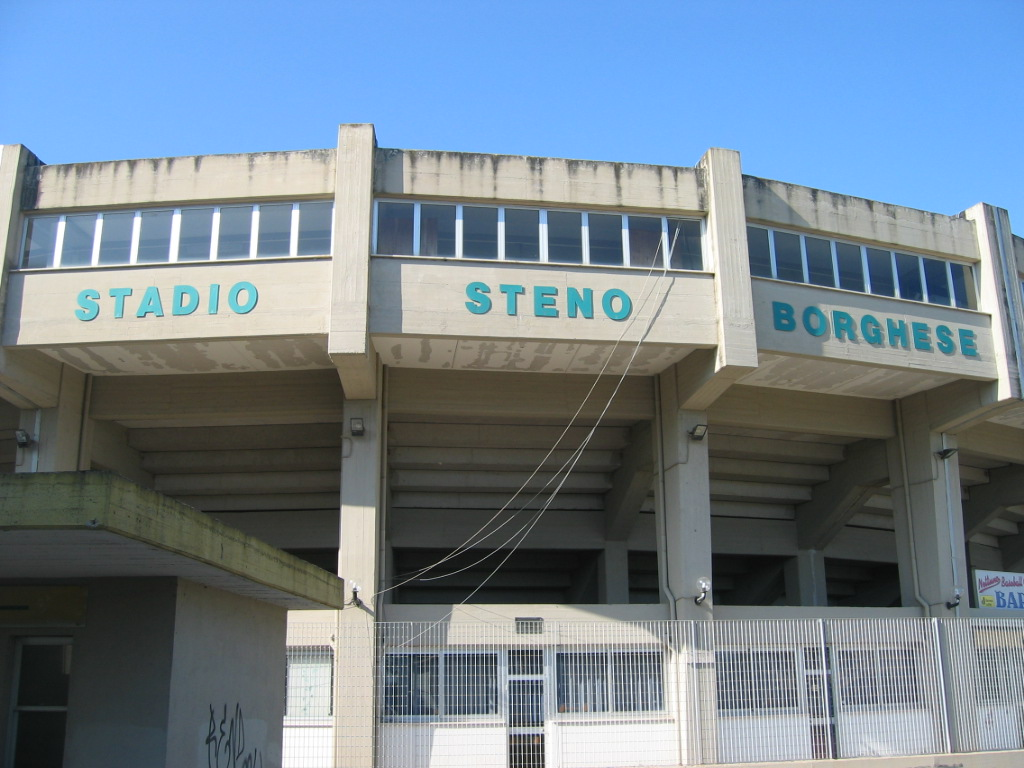
L'ingresso dello stadio Steno Borghese del Nettuno Baseball, Nettuno

Lo stadio del Nettuno Baseball è lo Stadio Steno Borghese: inaugurato nel 1991, può ospitare circa 8000 posti. Nel settembre 2009 ha ospitato la finale del mondiale di baseball.

## Statistiche

### Campionati attuali (al 2018)
| Categoria      | Partecipazioni | Debutto | Ultima stagione |
| -------------- | -------------- | ------- | --------------- |
| Torneo d'oro   | 1              | 1958    | 1958            |
| Serie A1 / IBL | 69             | 1950    | 2018            |
| A federale     | 1              | 2017    | 2017            |
| Serie A2       | 1              | 2020    | -               |

## Giocatori storici
- Giuseppe Mazzanti
- Giampiero Faraone
- Lenny Randle
- Enzo Masci
- Pietro Cinfriglia
- Ettore Morellini
- Claudio Taglienti
- Harace Mac Garity
- Joe del Sardo
- Giorgio Costantini
- Fernardo Ricci
- Stefano Bernicchia
- Fausto Camusi
- Massimo Ciaramella
- Carlo Tagliaboschi
- Jessie Reid
- Giampiero Faraone
- Guglielmo Trinci
- Ruggero Bagialemani
- Claudio Scerrato
- Bruno Laurenzi
- Roberto De Franceschi
- Sergio Morville
- Stefano Fassina
- Giampaolo Mirra
- Alfredo Lauri
- Enzo Lauri
- Giulio Glorioso
- David Daniels
- George Canale